# Siphlonurus phyllis
Siphlonurus phyllis är en dagsländeart som beskrevs av Mcdunnough 1923. Siphlonurus phyllis ingår i släktet Siphlonurus och familjen simdagsländor. Inga underarter finns listade i Catalogue of Life.